# Nahuel Mapá
Nahuel Mapá es una pequeña localidad del departamento Gobernador Dupuy, en el sur de la provincia de San Luis, Argentina.
Se encuentra sobre las vías del Ferrocarril General San Martín y la RP 12 en la intersección con la RP 3s.

## Población
Actualmente cuenta con  71 habitantes (Indec, 2025) de la población. 
Según censos anteriores: 66 habitantes (Indec, 2010), y 71 habitantes (Indec, 2001).
| Gráfica de evolución demográfica de Nahuel Mapá entre 1991 y 2010 |
|                                                                   |
| Fuente: Censos nacionales del INDEC                               |

La localidad cuenta con una Escuela Primaria, La Escuela N°422 Prof. María Estela Funes Gez de Gómez.
Y la Escuela Secundaria Escuela Pública Digital Rural (E.P.D.R) Nahuel Mapá, siendo esta inaugurada el 20 de mayo de 2019, en donde los alumnos pudieron continuar sus estudios luego de innumerables inconvenientes, gracias al esfuerzo de padres y el apoyo de autoridades.